# Monsanto
Monsanto Company (Монса̀нто) е многоотраслова транснационална компания, световен лидер в биотехнологията на растенията. Основната ѝ продукция със селскостопанско предназначение са генетично модифицирани семена на царевица, соя, памук, инсектициди от типа ДДТ, а също най-разпространеният в света хербицид „Раундъп“.
Основана от Джон Куини (на английски: John Francis Queeny) през 1901 г. като чисто химическа компания, „Monsanto“ с течение на времето еволюира в концерн, специализирал се във високите технологии в областта на селското стопанство. Ключов момент в трансформацията става 1996 г., когато „Monsanto“ пуска на пазара първите генномодифицирани селскостопански култури: трансгенна соя с новия признак „Раундъп Реди“ (Roundup Ready, RR) и памука „Болгард“ (Bollgard), устойчив на насекоми. Компанията активно се занимава с лобиране в правителството на САЩ, харчейки ежегодно милиони долари. Така например, в края на 1980-те – началото на 1990-те тя лобира в Министерство на земеделието на САЩ за приеманите като храна генномодифицирани продукти да се прилагат същите регулационни правила, каквито се прилагат за новите сортове, получени чрез класическа селекция. Успехът на тези и последвалите ги аналогични продукти на селскостопанския пазар на САЩ стимулира компанията да се преориентира от традиционната химия и фармакохимия към производството на нови сортове семена.
Roundup е търговската марка на хербицида, наречен глифозат, който е изобретен от „Monsanto“ и пуснат на пазара в началото на 1970-те години.
През март 2005 г. „Monsanto“ купува компанията Seminis, най-големия производител на семена, специализирала се в производството на семена за зеленчуци и плодове. През 2007 – 2008 г. Seminis поглъща 50 компании производители на семена по целия свят, след което е подложена на силна критика от страна на обществото. Обществото и средствата за масова информация предявяват към компанията обвинения в биопиратство и създаване на заплаха за биоразнообразието на планетата.
Компанията също се занимава с производството на широк спектър от продукция с военно предназначение – от високоякостни композитни материали, гориво-смазочни материали за военната техника, ракетно гориво, химическо оръжие и бойни отровни вещества до химически елементи на ядрената бойна част на ядрените запаси.

## История
„Monsanto“ е основана от Джон Френсис Куини през 1901 г., ветеран от фармацевтичната индустрия, с 30-годишен стаж. Като стартов капитал той използва собствени средства и започва да произвежда захарин. За име на компанията взема моминската фамилия на жена си (Monsanto).
Започвайки с успешни продажби на захарин за „Coca-Cola“, Куини бързо усвоява производството и на други нужни ѝ ингредиенти, като кофеин и ванилин, и не след дълго става неин основен доставчик. Следва разширение на производството в областта на фармацията (аспирин и салицилова киселина) и производство на синтетичен каучук.
През 1928 г. управлението на компанията се поема от сина на основателя, Едгар Мосанто Куини.
През 1940-те години „Monsanto“ става лидиращ производител на пластмаси (включително полистирол) и синтетични влакна. Оттогава тя винаги се е намирала в първата десетка на водещите химически компании на САЩ.
Сред другите продукти на компанията е и подсладителят аспартам (под търговското название „NutraSweet“), хормонът соматотропин (BST) за домашни говеда, а също полихлорирани бифенили (Polychlorinated biphenyl, PCB) и печално известният „Агент Ориндж“ (съдържащ хербицида 2,4,5-T с примес на диоксини).
През 1960-те години „Monsanto“ е основен производител на „Агент Ориндж“, използван за операцията „Ranch Hand“ за обезлистяване на растителност по време на Виетнамската война. Впоследствие на компанията ѝ се налага да изплати компенсации на ветераните от Виетнамската война през 1984 г. По съобщения на Виетнамското общество на пострадалите от диоксин, от всичките три милиона виетнамци, подложени на отравяне с диоксини, към 2008 г. около един милион души на възраст до 18 години са станали наследствени инвалиди. На виетнамците е отказано да се изплатят компенсации. Заводът на компанията е бил разположен в град Анистън, а в края на 1960-те той е най-големият завод на САЩ за производство на полихлорирани бифенили. В течение на 40 години заводът съзнателно е изхвърлял токсичните отпадъци в реката, течаща през града, което води до масови случаи на смърт в града. През 2002 г. съдът задължава Monsanto да изплати 700 милиона долара компенсации на семействата на починалите и за лечение на боледуващи жители, като под иска са поставили подписа си 20 000 жители на града..
През 1954 г. съвместно със западногерманския химически гигант „Bayer“ „Monsanto“ внедрява производството на полиуретан в САЩ.
През 1960 г. пуска в действие първият завод за производство на синтетична оцетна киселина чрез каталитична карбонилация на метанол. Процесът днес е широко известен под наименованието „Monsanto acetic acid process“ и е главният търговски начин за получаване на оцетна киселина (над 50% от световното производство).
През 1982 г. група изследователи на „Monsanto“ (Robb Fraley, Robert Horsch, Ernest Jaworski, Stephen Rogers) за пръв път в историята осъществяват генетична трансформация на растения, за което те през 1998 г. получават Националния медал на САЩ за принос в технологиите.
През 1987 г. „Monsanto“ провежда първите полеви изпитания на генетично модифицирани растения.
През 1994 г. компанията получава разрешение да произведе първия биотехнологичен продукт на територията на САЩ за използване в млечното животновъдство – трансгенният хормон на растежа за домашни говеда rBGH, пуснат на пазара под марката Posilac. По-късно много компании се отказват от прилагането на този хормон. Той е забранен на пазарите на Канада, Австралия, Нова Зеландия, Япония, Израел и на всички страни от Европейския съюз.
През 1996 г. за пръв път в света „Monsanto“ пуска на пазара семена на генетично модифицирани култури соя и памук – най-важните селскостопански култури.
През периода от 1996 по 2002 г., с помощта на серия поглъщания на по-малки биотехнологични („Agracetus“, „Calgene“) и компании за семена („Asgrow“, „Dekalb“), а също отделението за химически бизнес на „Solutia“, „Monsanto“ се превръща от гигант на химическата индустрия в пионер на зараждащата се индустриална селскостопанска биотехнология.
През 2003 г. компанията обявява, че дъщерната ѝ компания „Solutia“ банкрутира.
През 2004 г. компанията създава холдинга „American Seeds“ за ръководство на бизнеса, свързан със семената на царевица и соя.
През юни 2007 г. „Monsanto“ поглъща „Delta and Pine Land“, водеща американска компания, специализирала се в на производството на семена за памук. Така се стига до първите обвинения на конкурентите на Monsanto в създаването на монопол в сферата на семепроизводството.
През 2008 г. „Monsanto“ придобива нидерландската компания за семена „De Ruiter Seeds“, като за периода 2007 – 2008 г. са изкупени още 50 компании за производство на семена по целия свят. През същата година Monsanto“ продава бизнеса си за производство на хормона Posilac.

### Продадена на Bayer
През септември 2016 г. Monsanto се съгласява да бъде придобита от Bayer за US$66 млрд.
В опит да получи разрешение от регулаторните органи за сделката, Bayer обявява продажба на значителни части от сегашния си селскостопански бизнес, включително семена и хербициди, на BASF.
На 21 март 2018 г. сделката е одобрена от Европейския съюз, както и от САЩ на 29 май 2018 г. Продажбата е приключена на 7 юни 2018 г. Bayer обявява намерението си да прекрати ползването на името Monsanto, като комбинираното дружество ще работи само под марката на Bayer.

## Критика
„Monsanto“ е постоянен обект на критика от противниците на генетически модифицираните организми (ГМО).
Против политиката на компанията често се провеждат протестни акции с участието на активисти от целия свят. Такава е например акцията на 25 май 2013 г. против компанията и нейните ГМО-продукти. Протестите се провеждат в 436 града и 52 страни с участието на два милиона души. През май 2014 г. протестите се повтарят по подобен начин.
Компанията се противопоставя на идеята за специална маркировка на продуктите, в които съдържанието на ГМО превишава определено количество, „при отсъствие на каквито и да са доказани рискове“.
Компанията също успява да патентова сорт зърно, отгледано без нейно участие.
През 2015 г. Международната агенция за изучаване на рака публикува доклад с резултатите от изследванията на веществото глифосат (известно като „раундъп“), използвано в цял свят като хербицид. Резултатите от изследванията показват, че това вещество е открито в повече от 700 различни хранителни продукта, включително и в хляб. Провежданите от 2001 г. изследвания над животни показват, че глифосатът предизвиква мутации на ДНК и поврежда хромозомите, увеличавайки вероятността от поява на рак при изследваните мишки. Компанията Monsanto опровергава подобни опасения и твърди, че при правилно използване на този хербицид той е безопасен за здравето на хората. В САЩ са подадени искове от хора, които смятат, че са се разболели от неходжкинска лимфома в резултат от контакт с глифосат. В хода на съдебното разследване става ясно, че Monsanto (разработила глифосата), а също и работещият с нея чиновник от Американската агенция за опазване на околната среда са се старали да противодействат на изследванията за канцерогенност на това съединение. Обнародваните документи съдържат също сведения за възможно фалшифицирано изследване, поръчано от корпорацията.